# Grace Henderson
Grace Henderson (28 de abril de 2001) es una deportista estadounidense que compite en esquí acrobático. Consiguió una medalla de plata en los X Games de Invierno Aspen 2025.

## Medallero internacional
| \| X Games de Invierno \| X Games de Invierno \| X Games de Invierno \| X Games de Invierno \| \| Año \| Lugar \| Medalla \| Prueba \| \| ------------------- \| ---------------------- \| ------------------- \| ------------------- \| \| 2025 \| Aspen (Estados Unidos) \| Medalla de plata \| Big air \| |                        |                  |         |
| X Games de Invierno |                        |                  |         |
| Año | Lugar                  | Medalla          | Prueba  |
| 2025 | Aspen (Estados Unidos) | Medalla de plata | Big air |